# Eutidem d'Atenes
Eutidem (en llatí Euthydemus, en grec antic Εὐθύδημος) fou un militar atenenc. Probablement és el mateix Eutidem que apareix per primer cop al 422 aC a la signatura d'un tractat de treva amb Esparta.
Va servir a la guerra del Peloponès i fou nomenat, al divuitè any de la guerra, comandant de l'exèrcit que assetjava Siracusa, el 414 aC. Sembla que va ocupar aquesta posició per permetre a Nícies dedicar-se a la supervisió sense haver d'estar esperant personalment els reforços. Probablement va exercir el càrrec fins al final, però supeditat de fet a Demòstenes i Eurimedó, i al mateix Nícies. No se sap si va prendre part en la batalla nocturna contra el barri d'Epipoles, ja que Tucídides només diu que es va unir al darrer i desesperat atac al port a les forces de Demòstenes i Menandre. Els combats en què va participar varien una mica segons els autors: Diodor de Sicília diu que va participar en les lluites prèvies i va combatre els sicans, aliats dels siracusans. Plutarc diu que va participar en la segona batalla naval en la que els atenencs foren derrotats per primer cop.
La seva sort final és desconeguda, però ja no torna a aparèixer a la història.